# Lockheed L-1049 Super Constellation

Lockheed Super Constellation L-1049A

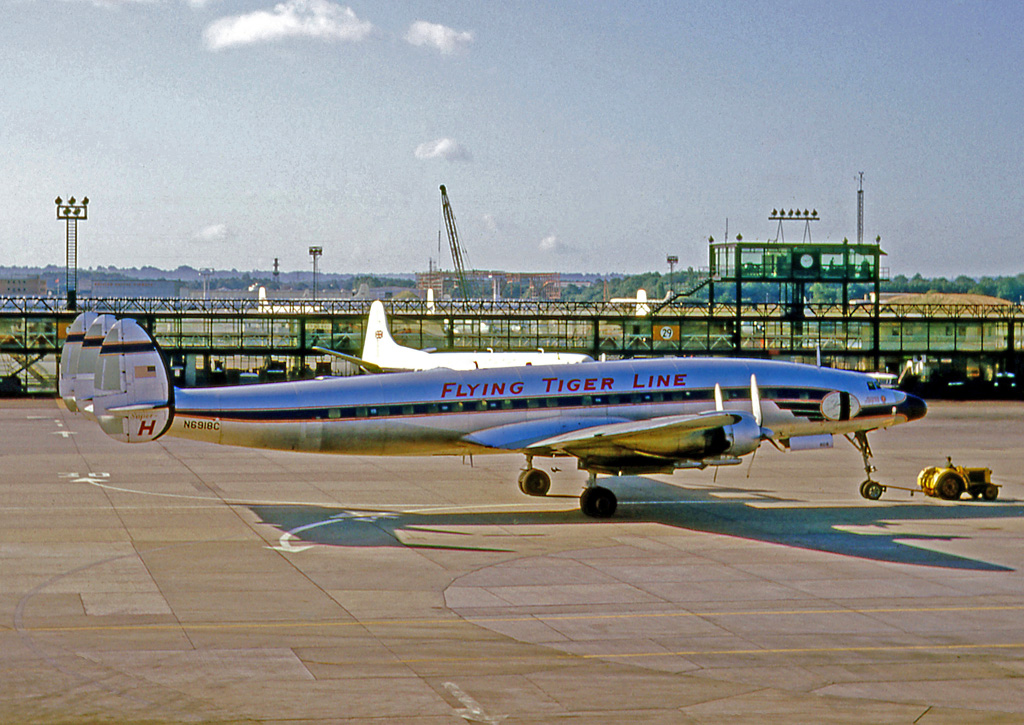
L-1049H aeronave convertible de Flying Tiger Line operando un vuelo chárter de pasajeros desde el Aeropuerto de Londres-Gatwick en 1964

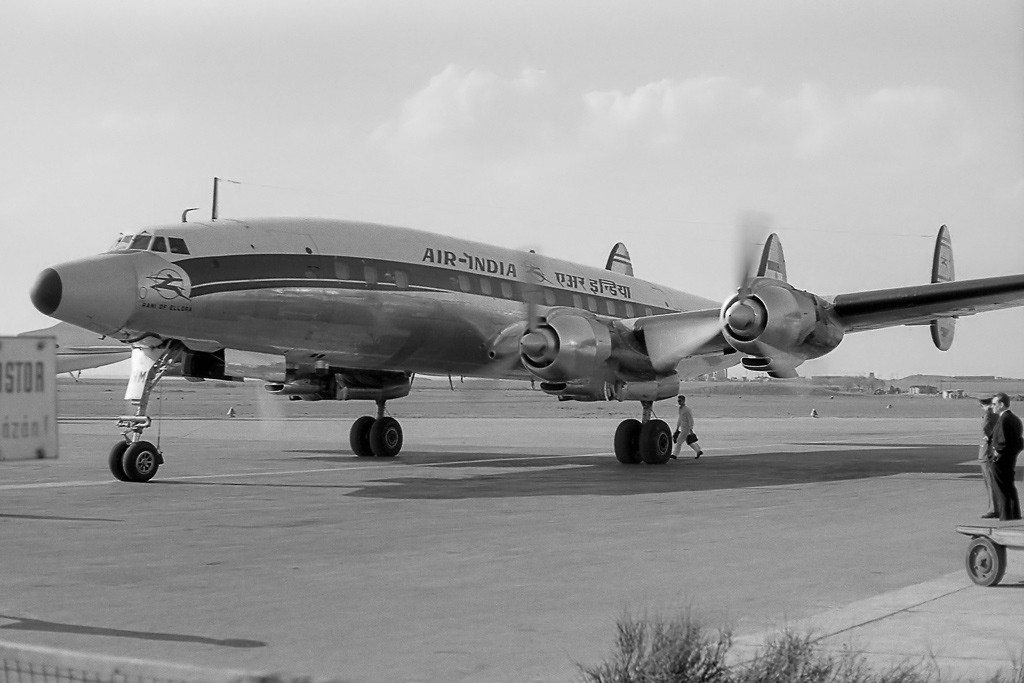
Air India fue el primer operador asiático de una gran flota de Súper Constellations, aquí se observa un L-1049G Super Constellation en el Aeropuerto de Praga

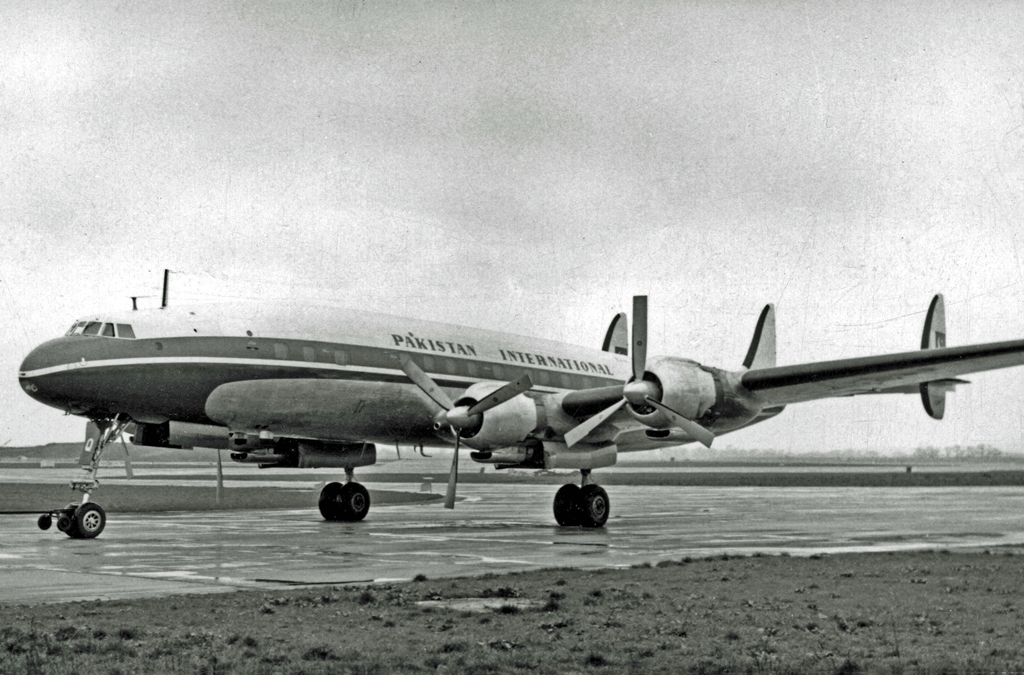
Pakistán International Airlines es una de los primeros operadores asiáticos del Super Constellation, este Super Constellation fue fotografiado en el Aeropuerto de Londres Heathrow (1955)

Perfil del aeroplano.

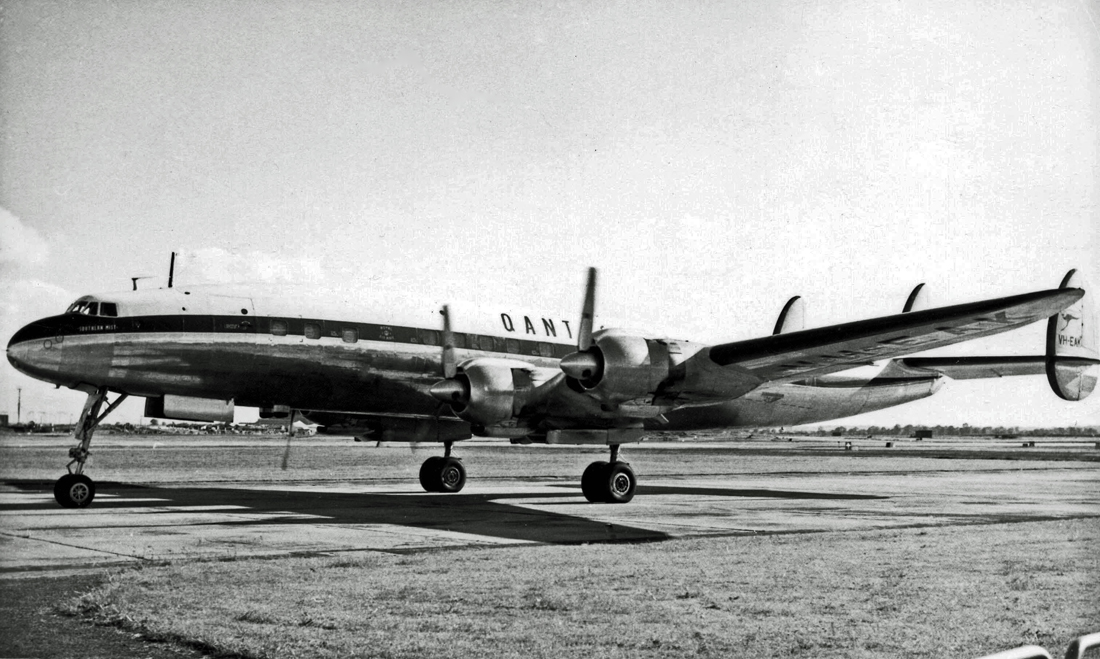
Un Super Constellaton de Qantas

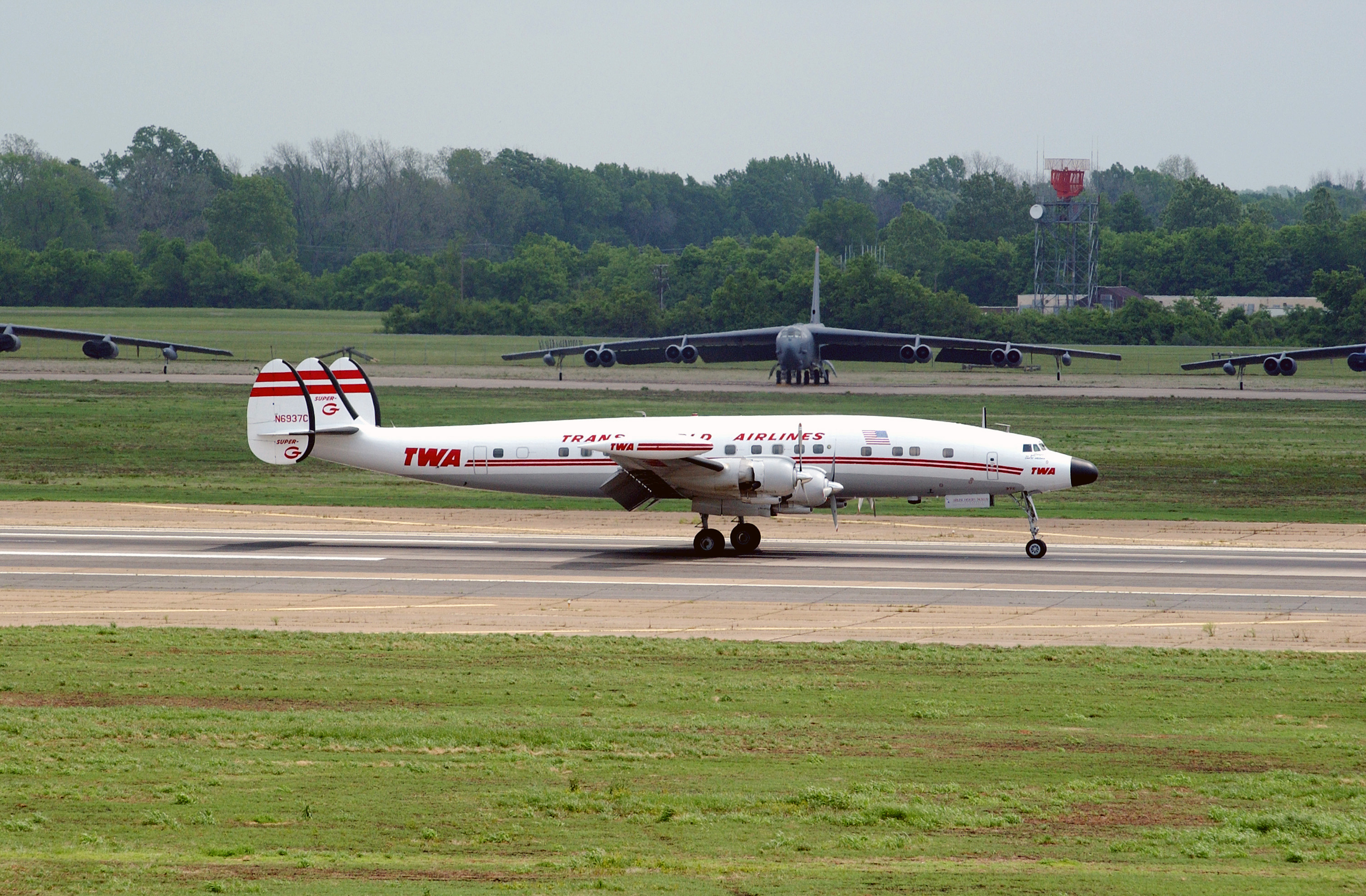
Un restaurado L-1049H del Museo de Historia de Aerolínea Nacional (anteriormente Salvar-Al Connie) con los colores de Trans World Airlines

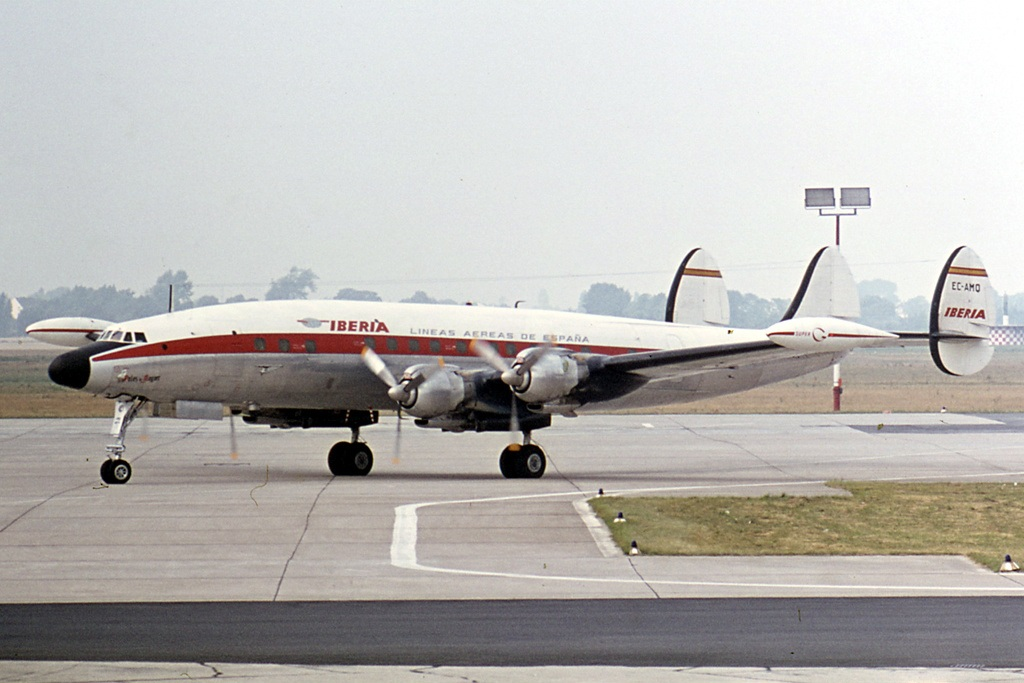
Un L-1049G de Iberia en el Aeropuerto de Düsseldorf

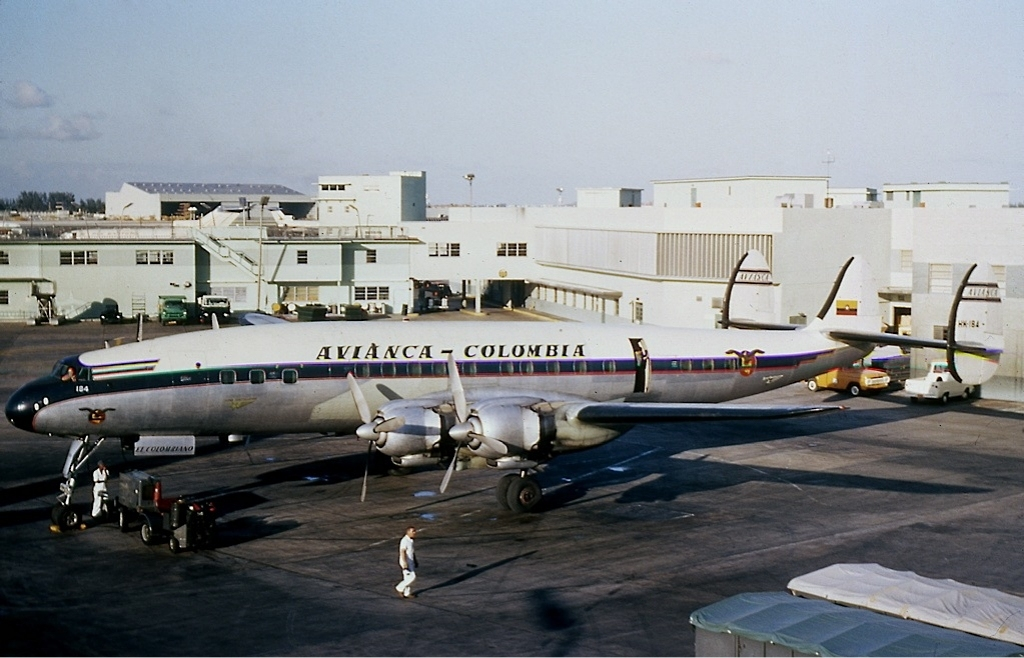
Un L-1049G de Avianca en el Aeropuerto Internacional de Miami en febrero de 1965

El Lockheed L-1049 Super Constellation es un avión estadounidense, parte de la familia del Lockheed Constellation. El L-1049 era la  respuesta al exitoso Douglas DC-6. La aeronave era también producida para la Armada de los Estados Unidos y la Fuerza Aérea de los Estados Unidos como avión de transporte, electrónica, alerta temprana y control aerotransportado.

## Desarrollo

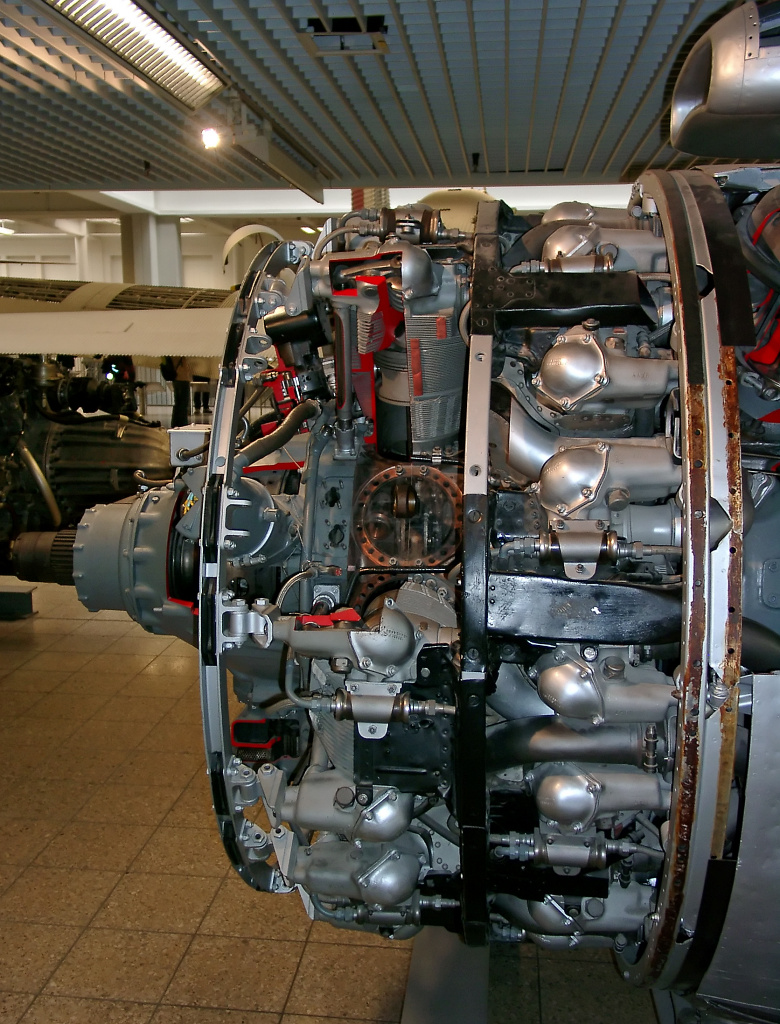
El motor Wright R-3350 Turbocompuesto utilizado en modelos posteriores del L-1049

A partir de 1943, Lockheed planeó variantes extendidas de la familia Constellation. El primero fue el L-049 con un fuselaje alargado 13 pies (4 metros) y el segundo el L-749 se extendió 18 pies (5,5 metros). La idea se relanzó después de que apareció un avión rival, cuando Douglas lanzó una versión extendida de su avión DC-6 como transporte de carga, designado DC-6A, tanto para operadores militares como civiles. Douglas pronto lanzaría una versión para pasajeros (el DC-6B) de este nuevo avión. El DC-6B podría transportar 23 pasajeros más que la producción actual de Lockheed L-749 Constellation.
En 1950, Lockheed había recomprado el prototipo Constellation XC-69 de Hughes Tool Company. Sin embargo, el XC-69 estaba equipado con cuatro motores radiales Pratt & Whitney R-2800 en lugar de los Wright R-3350 utilizados en los modelos de producción (Lockheed había realizado esa instalación en el prototipo para probar el R-2800 como una posible opción de motor para el L-049). Lockheed alargó el XC-69 en 18 pies (5,5 m), para convertirse en la base de la Super Constelación L-1049. El avión voló por primera vez más tarde ese año todavía equipado con motores R-2800, luego se reacondicionó con motores R-3350 956-C18CA-1 con chorros de chorro para un empuje ligeramente mayor. Las modificaciones posteriores incluyeron tren de aterrizaje reforzado y estabilizadores verticales más grandes. Eastern Air Lines ordenó 10 aviones, mientras que Trans World Airlines (TWA) siguió con un pedido de 14. El L-1049 tuvo unas 550 mejoras y modificaciones en comparación con el L-749, incluida una mayor capacidad de combustible, ventanas rectangulares, parabrisas de cabina más grandes y calentamiento y presurización mejorados.
En 1953, los compuestos turbo R-3350 se pusieron a disposición para uso civil. Lockheed los incorporó al L-1049C, que voló por primera vez el 17 de febrero de ese año. Los motores turbocompuestos R-3350-972-TC18DA-1 en el L-1049C tenían un nuevo sistema de turbina, las Turbinas de Recuperación de Energía (PRT). Los gases de escape de cada motor fluían a través de tres turbinas, aumentando la potencia en 550 hp (410 kW). Un inconveniente del PRT fue la llama visible de los tubos de escape; esto se resolvió colocando blindaje de 2 pulgadas (5,08 cm) de espesor debajo de la pila. El L-1049C tenía una velocidad de crucero y una tasa de ascenso más altas. Aunque carecía del alcance del DC-6B, el L-1049C tenía un rendimiento idéntico al de Douglas y podía transportar una carga útil mayor. Se reforzaron las alas del nuevo modelo, se aumentó la insonorización de la cabina y se mejoró el sistema de retracción del tren de aterrizaje. Se ofreció una nueva serie de diseños interiores para el nuevo modelo; "Siesta" (47 pasajeros con mayor lujo), "Intercontinental" (54 - 60 pasajeros) e "Interurbano" (105 pasajeros). Cada uno de estos nuevos diseños incluía luces de lectura en cada asiento. Se construyeron cuarenta y ocho L-1049C, utilizados por Eastern, TWA, Air France, KLM, Trans-Canada Air Lines, Qantas, Air India, Pakistan International Airlines, Avianca, Iberia, Aeropostal y Cubana de Aviación.
Una versión de carguero, el L-1049D, voló por primera vez en agosto de 1954. Tenía dos puertas de carga en el lado izquierdo y un piso de magnesio reforzado como se usa en la variante militar R7V-1 del L-1049B. El L-1049D podía transportar una carga útil de 36,916 lb (16,745 kg) y tenía un volumen de 5,579 pies³ (158 m³). En el momento de su primer vuelo, el L-1049D era el avión de carga civil más grande. Al final se produjeron cuatro, todos entregados a Seaboard & Western Airlines. Dos de los cuatro aviones L-1049D se convirtieron posteriormente a los estándares L-1049H.

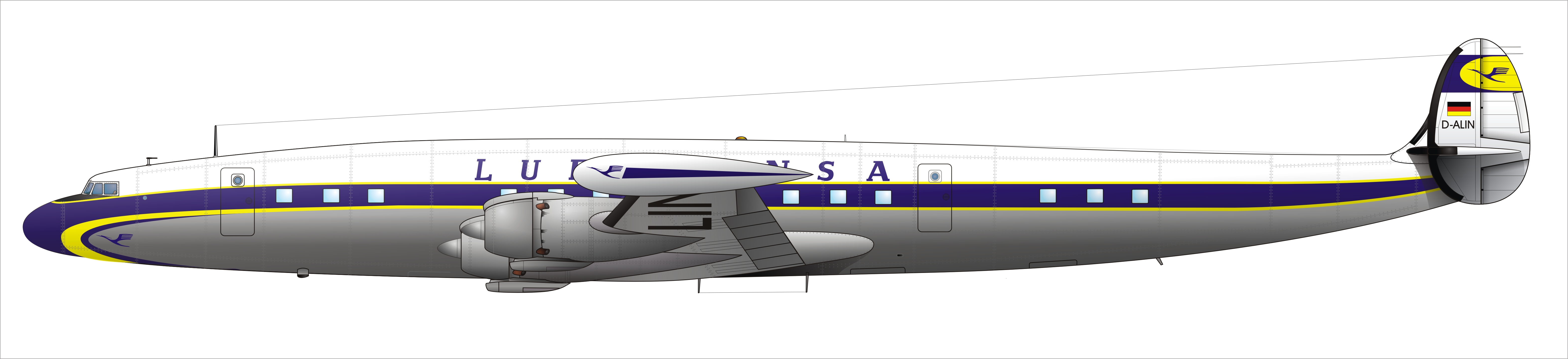
Una interpretación artística de una Lufthansa L-1049G.

El L-1049E tuvo más éxito; Se entregaron 28 a ocho aerolíneas. Al igual que el L-1049C, el L-1049E pudo transportar la misma carga que el L-1049D. Los L-1049C y L-1049E normalmente no podían volar de Europa a Nueva York sin escalas contra el viento. Lockheed pensó en instalar una nueva variante basada en el L-1049E con motores más potentes, pero el proyecto fue cancelado. Surgió una variante diferente: utilizando el L-1049C como base, se instalaron motores turbocompuestos R-3350-972-TC18DA-3. El avión podía transportar de 71 a 95 pasajeros a una velocidad de 533 km / h (331 mph). Se incorporaron tanques de punta de ala de 1.037 galones (3.925 L) de capacidad total, aumentando el alcance en 1.110 millas (1.770 km). Se podría instalar un nuevo radar meteorológico Bendix o RCA en la nariz, lo que cambió la forma de la nariz. Se ofrecieron nuevas hélices Hamilton Standard o Curtiss Electric. Esta nueva versión del L-1049 con más de 100 modificaciones del L-1049C se dio a conocer como el L-1049G (el L-1049F ya se usaba para el C-121C militar). Dieciséis aerolíneas encargaron más de 100 aviones L-1049G. El L-1049G voló el 17 de diciembre de 1954 y entró en servicio con TWA y Northwest en 1955. El apodo "Super G" (utilizado por primera vez por TWA) se adoptó más tarde para el L-1049G.
El L-1049H voló el 20 de noviembre de 1956. Llamado "Super H" y "Husky", el L-1049H era un avión convertible de pasajeros / carga, que combinaba un fuselaje C-121C con componentes L-1049G. La bodega de carga tenía un volumen de 565 pies³ (16 m³) cuando se incluye la bodega inferior. El avión podía transportar hasta 120 personas con asientos, casilleros para equipaje y baños disponibles junto con la opción de decorar las paredes del avión. Cuando no estén en uso, los casilleros para equipaje y los asientos se pueden guardar en la bodega inferior. El avión entró en servicio con Qantas un mes después. Algunos aviones L-1049G y H de producción posterior fueron equipados con los motores de la serie TC-18EA utilizados en el L-1649 Starliner. Se planeó una variante final en 1957, conocida como L-1049J. Impulsado por cuatro motores R-3350-988-TC-18EA-6, el L-1049J se basó en el L-1049H con las alas del R7V-2 Constellation y un tanque de combustible adicional montado en el fuselaje.

## Historia
La primera producción L-1049 voló el 14 de julio de 1951 y recibió su certificación en noviembre de 1951. El Wright R-3350 TurboCompound y sus versiones no estaban disponibles para uso civil, dejando Lockheed para utilizar una versión menos potente. La aeronave comenzó a prestar servicio con Eastern Air Lines en diciembre de 1951 volando desde Miami a Nueva York. Eastern más tarde operaría el L-1049C y L-1049G. TWA empezó a volar el L-1049 en 1952; los L-1049G de TWA iniciaron vuelos transatlánticos en 1955. En 1956 un L-1049 Super Constellation de TWA colisionó con un Douglas DC-7 de United Airlines matando a todos a bordo en ambos aviones
KLM Introdujo el L-1049C en 1953 para la ruta Ámsterdam - Nueva York; también utilizó el L-1049G para vuelos a Tokio y Sídney. Air France utilizó su L-1049C en vuelos transatlánticos. Seaboard & Western Airlines utilizaron L-1049Ds en vuelos transatlánticos de carga a Alemania y Suiza. Del verano de 1955 a la primavera de 1956 la British Overseas Airways Corporation (BOAC) arrendó tres L-1049D de Seaboard para vuelos de pasajeros. Northwest Orient Airlines voló L-1049Gs a Seattle, Washington a Tokio, Okinawa y Manila entre 1955 y 1957. La aerolínea de carga planificada, Flying Tiger Line, utilizó el L-1049H en servicio y rutas norteamericanos para el Servicio de Transporte Aéreo Militar. Unos L-1049H de Flying Tigers era el último Super Constellation construido (en 1959).
La primera aerolínea en Latinoamérica para operar Super Constellations (L-1049E y L-1049G) era Cubana de Aviación, colocándoles en servicio en sus rutas desde La Habana a Madrid, Nueva York y Ciudad de México.  Otras aerolíneas latinoamericanas con Super las constelaciones eran la Línea Aeropostal Venezolana, Avianca, Reales Transportes Aéreos, y Varig.
Iberia utilizó L-1049Gs para la ruta Madrid - Santa María - La Habana semanalmente hasta 1966
La mayoría de los Super Constellation fueron retirados paulatinamente por sus operadores originales después del advenimiento del los aviones a reacción Boeing 707 y Douglas DC-8. El último vuelo comercial de un Super Constellation fue en 1993, cuándo la Administración de Aviación Federal prohibió a todas las aerolíneas de la República Dominicana que volaban Super Constellations a los Estados Unidos (debido a preocupaciones de seguridad). Las aerolíneas Dominicanas eran las últimas operadoras de cualquier versión de la Constelación.

## Accidentes e incidentes
- El 16 de diciembre de 1960, la colisión aérea de Nueva York de 1960 sucedió cuando un avión de este modelo de Trans World Airlines chocó contra un Douglas DC-8 de United Airlines sobre el cielo de Nueva York muriendo 134 personas. En su momento fue el accidente de aviación comercial más grave de la historia.

## Variantes

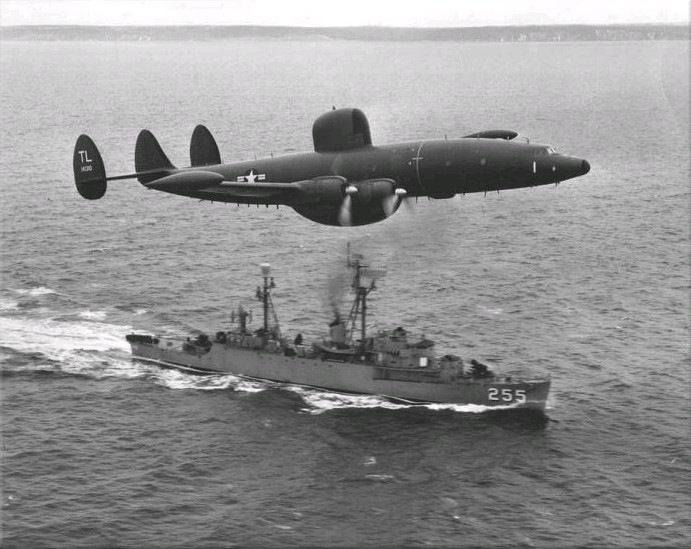
Un Lockheed WV-2 Willy Victor (BuNo 141310) de la Armada de los Estados Unidos, perteneciente al Escuadrón de Alerta Temprana 15 (VW-15), sobrevuela el destructor de escolta USS Sellstrom (DER-255) frente a la costa de Terranova (Canadá), en marzo de 1957. El WV-2 141310 desapareció el 20 de febrero de 1958 a 300 km al norte de las Azores, en el océano Atlántico. Nunca se encontró rastro alguno del avión ni de la tripulación, compuesta por 22 personas.

### Civil
L-1049
Versión de producción inicial. 24 construidos.
L-1049C
Versión civil de L-1049B, propulsado por cuatro motores R-3350 972-TC-18DA-1 Turbo-Compound. 48 construidos.
L-1049D
Una versión carguera construida para Seaboard & Western Airlines con la misma planta motriz del L-1049C. 4 Construidos
L-1049E
Versión de pasajeros del L-1049D. 28 construidos.
L-1049G
L-1049C con un aumento de MTOW y cuatro motores R-3350 972-TC-18DA-3. Las opciones de tanques adicionales y radar de tiempo estaban disponibles.
L-1049G/01
La versión construida para Varig con una ala fortalecida, MTOW aumentado y con motores R-3350 988-TC-18EA-3.
L-1049H
Versión de carga/de pasajero convertible del L-1049G. 53 construidos.
L-1049H/01
Versión construida para Flying Tiger Line con aumento de MTOW y propulsado por motores R-3350 988-TC-18EA-3.
L-1049H/02
Tren de aterrizaje diferente y motores R-3350 988-TC-18EA-6. 2 construidos.
L-1049H/07.
Similar al L-1049H/02. Dos construidos.